# Yahoo! Meme
Yahoo! Meme，由雅虎公司提供的在线微型博客服务，支持发送文本（2000 字以内）、照片、视频以及音乐文件。2009年12月11日，雅虎推出繁体中文版。
因此前国内同类大站相继被关閉，再加上名称 Meme 发音与中国大陆对女性乳房的俗称咪咪相同，使Meme在内测期间还没有中文版就吸引了大批中文用户使用，一度使中文用户在热门排行榜（Popular）中占据了前十名中的九个席位。在2009年10月15日下午3点20分左右，Yahoo! Meme被中国大陆防火长城封锁，与其它被封的海外网站相同，官方没有给出任何解释或理由。
Yahoo! Meme已於2012年5月25日關閉。

## 资料来源
1. ↑  .   [2009-10-18]. （原始内容存档于2016-03-04）.